# فريق غزة باركور
فريق غزة باركور (بالإنجليزية: Gaza Parkour)‏ هو أول فريق ممارس لرياضة الباركور في فلسطين وقطاع غزة، ومن أول الفرق التي نشأت في الوطن العربي؛ فقد بدأ هذا الفريق بممارسة رياضة الباركور نهاية عام 2005 م حيث تعرف على هذه الرياضة عن طريق الفيلم الوثائقي Jump London.

## البداية
بدأت قصة فريق غزة باركور سنة 2005 عندما كان اللاعب عبد الله انشاصي يشاهد فيلما وثائقيا يتكلم عن رياضة الباركور.
ويعرف هذا الفيلم باسم قفزة لندن عرض هذا الفيلم على قناة الجزيرة الوثائقية والذي عرض بعدما تم ترجمته إلى اللغة العربية
وكان يتكلم عن رياضة الباركور ويشرحها بالتفصيل ويحكي عن تاريخها وعن مؤسسها وعن كل شيء يخص هذه الرياضة.
فجذبت هذه الرياضة انتباه عبد الله وسيطرت على تفكيره فبدأ يفكر بأن يمارس هذه الرياضة على الرغم أنه كان يمارس رياضة الجمباز وأصبح يبحث عبد الله عن هذه الرياضة عن طريق الإنترنت ويشاهد مقاطع الفيديو الخاصة بهذه الرياضة
لكي يتعرف عليها أكثر ويتعلم طريقة ممارستها علماً بأنه يحب الاثارة والمغامرة والمخاطرة
فوجد في هذه الرياضة كل ما يبحث عنه من إثارة وتشويق وتفريغ للطاقات الداخلية والكبت الذي يعيشه جراء الأوضاع التي يمر بها سكان قطاع غزة من تصعيدات إسرائيلية مستمره في حق المواطنين والمدنيين.
وفي ذالك الحين بدأ يبحث عبد الله عن شريك له لكي يمارس معه هذه الرياضة فوجد اللاعب محمد الجخبير أحد اصدقائه الذي كان يعرفه في مقتبل المرحلة الاعدادية وكان محمد يمارس رياضة كرة السلة وكان ذاهبا إلى المدرسة التي يمارس فيها رياضة كرة السلة فالتقى بعبد الله وهو ذاهب إلى ممارسة هذه الرياضة في مدارس وكالة الغوث
فقال له هنالك رياضة حديثة ظهرت مؤخراً اسمها الباركور فقال محمد مستغرباً وما هي هذه الرياضة فبدأ عبد الله يشرح لمحمد ويحكي له عن هذه الرياضة فأصر محمد على ان يطلع على هذه الرياضة وطريقة ممارستها فذهب هو وعبد الله لكي يره بعض الفيديو كليبات لهذه الرياضة فأعجب محمد بهذه الرياضة وانضم إلى عبد الله وبدأ هما الاثنان بممارسة هذه الرياضة في المناطق التي انسحب منها قوات الاحتلال الإسرائيلي في تلك الفترة وكانت تعيقهم قلة الإمكانيات التي سببت لهم الكثير من الاصابات إلى حركات الباركور يجب أن يتم التدريب عليها في صالة مخصصة ومجهزة ثم تطبيقها في الشوارع والأماكن المناسبة لممارسة هذه الرياضة فبدئو يفكروا في أن يستخدمو اكياس الرمل ومجموعة من اطارات السيارات الكبيرة كحواجز لتطبيق المهارات عليها وتقليل نسبة التعرض للإصابات.
بعد ذالك قرر محمد وعبد الله أن يقوما بتأسيس أول فريق لهذه الرياضة في فلسطين وتم تسميته باسم فريق غزة باركور وعمل شعار خاص للفريق وعمل بعض الفيديو كليبات ونشرها عبر موقع اليو تيوب الذي يعرض الفيديو كليبات ولكناهما لم يحظيا باهتام أحد في البداية ولكن مع تقدم مستواهما في هذه الرياضة والعزيمة والإرادة القوية بدئا يجذبان اهتام وسائل الإعلام والصحافة نحوهما فقامت مجموعة من القنوات الفضائية بعمل تقارير عن هذا الفريق وأهمها قناة إم بي سي وقناة بي بي سي عربي وقناة العربية وقناة الجزيرة ومجموعة كبيرة من القنوات ووسائل الإعلام الأخرى وكان آخرها قناة الجزيرة الإنجليزية التي قامت بعمل فيلم وثائقي عن الفريق وتم اعتماد الفريق في مجموعة من المواقع التي تعتبر كاتحادات لهذه الرياضة كأول فريق في فلسطين ويواصل فريق غزة باركور مجهوداته في بناء وتطوير الفريق عن طريق تدريب مجموعة من الشبان على هذه الرياضة ونشر هذه الرياضة في جميع أنحاء فلسطين عن طريق المواقع الاجتماعية والبريد الإلكتروني وغيرها من وسائل الاتصالات الإلكترونية.
ويضع الفريق في مخططاته المستقبلية تأسيس اتحاد خاص بلاعبي الباركور في فلسطين وقطاع غزة.